# Salbutamol
Salbutamol, também denominado albuterol e comercializado sob a marca Ventilan, entre outras, é um medicamento que promove a dilatação dos brônquios. É um agonista adrenérgico beta-2 que atua ao provocar o relaxamento do músculo liso das vias aéreas. É usado no tratamento de asma e ataques de asma, broncospasmo induzido pelo exercício e doença pulmonar obstrutiva crónica (DPOC). Pode também ser usado no tratamento de concentração elevada de potássio no sangue. O salbutamol é geralmente usado com um inalador ou nebulizador, embora esteja também disponível na forma de comprimidos, líquido e solução intravenosa. A versão por inalação é de rápido início de ação (5 a 15 minutos) e o efeito tem a duração de 2 a 4 horas.
Entre os efeitos adversos mais comuns estão tremores, dores de cabeça, taquicardia, tonturas e ansiedade. Entre possíveis efeitos adversos mais graves estão o agravamento do broncoespasmo, arritmia cardíaca e diminuição da concentração de potássio no sangue. Pode ser usado durante a gravidez e amamentação, embora a sua segurança não esteja totalmente clarificada.
O salbutamol foi patenteado no Reino Unido em 1966 e introduzido no mercado em 1969. Faz parte da lista de medicamentos essenciais da OMS. O salbutamol está disponível como medicamento genérico.

## Indicações clínicas
O salbutamol é indicado especialmente para as seguintes condições
- Asma

- Broncoespasmo
- Enfisema
- Bronquite crônica
- Proteção contra asma induzida por exercício.
- Pode ser aerosolizado por um nebulizador para pacientes com fibrose cística, juntamente com o brometo de ipratrópio.

O sulfato de salbutamol geralmente é administrado por via inalatória para o efeito direto sobre a musculatura lisa dos brônquios. Isto é geralmente conseguido através de um nebulizador. Nesta forma de distribuição, o efeito máximo de Salbutamol fica dentro de cinco a vinte minutos após a administração. O salbutamol também pode ser administrado por via oral ou por via intravenosa.
Como agonista β2, o salbutamol é usado também em obstetrícia. A injeção intravenosa de salbutamol pode ser usada como um tocolítico, relaxando a musculatura uterina para atrasar o parto prematuro. Embora esse seu papel tem sido largamente substituído por ritodrina, terbutalina ou pela nifedipina, um bloqueador dos canais de cálcio, que é mais eficaz, melhor tolerada e administrado por via oral.
Pode ser usado para baixar os níveis de potássio no sangue em caso de níveis elevados (Hiperpotassémia), estimulando sua entrada nas células. Pelo mesmo motivo é contra indicado no caso de hipopotassemia(baixos níveis de potássio no sangue).

## Efeitos adversos
Os efeitos secundários mais comuns são tremores, nervosismo, dor de cabeça, cãibras musculares, palpitações. Além disso podem ser identificadas taquicardia (frequência cardíaca rápida), arritmias, rubor, isquemia do miocárdio, e os distúrbios do sono e do comportamento. Em alguns casos pode diminuir a frequencia cardiaca e a baixa da pressão arterial.
Raramente, mas de importância, pode causar paradoxalmente broncoespasmo nas reações alérgicas, urticária, angioedema, hipotensão e colapso, enquanto que doses altas podem causar queda nos níveis de potássio no sangue, resultando em dor por todo o corpo e fraqueza.

## Doping
Como estudos em animais e em poucos humanos haviam indicado aumento do desempenho e da massa muscular em amadores foi proibida por algumas comissões esportivas em níveis acima dos terapeuticamente indicados doenças respiratórias. Estudos maiores porém indicaram que não melhora significativamente o desempenho de atletas.